# Youth Group
Youth Group è un gruppo indie rock nato a Sydney in Australia.

## Formazione

### Formazione attuale
- Toby Martin - voce, chitarra
- Danny Allen - batteria
- Cameron Emerson-Elliott - chitarra,
- Patrick Matthews - basso

### Ex componenti
- Andy Cassel
- Paul Murphy
- Jason Walker
- John Lattin

## Discografia

### Album studio
- 2001 - Urban and Eastern
- 2004 - Skeleton Jar
- 2006 - Casino Twilight Dogs
- 2008 - The Night Is Ours
- 2019 - Australian Halloween

### Singoli
- 1998 - Weekender
- 1999 - Interface
- 1999 - We Are Mean
- 1999 - Country Tour
- 1999 - Guilty
- 2000 - Happiness Border
- 2003 - Shadowland
- 2004 - Baby Body
- 2006 - Forever Young
- 2006 - Catching and Killing
- 2006 - Sorry
- 2008 - Two Sides

### Altre raccolte
- 2005 - Music from the OC: Mix 5
- 2005 - Warped Tour 2005 Tour Compilation

## Video
| Weekender - Data di pubblicazione 13 novembre 1998                                         |
| Country Tour - Data di pubblicazione: 5 marzo 1999                                         |
| We are Mean - Data di pubblicazione: 31 agosto 1999                                        |
| All This Will Pass - Data di pubblicazione: 25 luglio 2008 - Etichetta: Ivy League Records |